# 广东工业大学
广东工业大学简称广工、广工大，是中华人民共和国一所隶属于广东省教育厅的公立综合性研究型大学，学校本部位于广东省广州市，拥有大学城、东风路、龙洞、番禺、沙河和揭阳六个校区。
广东工业大学是現時13所廣東省高水平大學之一，是广东省“211工程”大学。广工的历史最早可以追溯到1942年的广州高等工业学校，正式组建于1958年10月以广州高等工业学校为基础创立的广州工学院，学校首任党委书记兼院长为曾志，1962年学校发展为广东工学院，麦蕴瑜任首任院长，1995年6月广东工学院与广东机械学院，华南建设学院东院组建为广东工业大学。此外，广工亦是被美国商务部列入美国《出口管制条例》实体清单制裁的教育机构之一。
截至2021年，广工拥有在校学生48,818人，专任教师2,300多人，培养了毕业生40余万人；二级学院21个，学科以工为主，工、理、经、管、文、法、艺结合，多科性协调发展；国家级科研平台4个，部省级科研平台90个，科研实力位居广东省前列。广工在2021年跻身世界大学学术排名的前400名，学校亦提出“特色鲜明、国内一流、世界知名”的高水平大学建设目标。

## 历史沿革
广东工业大学由广东工学院、广东机械学院和华南建设学院东院于1995年6月合并组建而成；本科办学始于1958年。

### 广东工学院
广东工学院为广东工业大学的主体，历史悠久，办学历史可追溯到1952年前。
- 1958年10月，广州高等工业学校组建为广州工学院，开始本科招生。此为广东工业大学本科教育源头。
- 1961年6月，广州工学院和广东科技学院、湖北科技大学合并为中南科学技术学院。
- 1962年9月，中南科学技术学院和广东水利电力学院合并为广东工学院。
- 1970年10月，广东省决定转变广东工学院办学方向，广东工学院改名为广东矿冶学院，并迁到韶关郊区的南华寺办学。原广东工学院汽车制造与修理、发电厂与电力网、农田水利工程3个专业调入华南工学院，华南工学院改名为广东工学院。[6]
- 1982年6月，经多方努力，广东矿冶学院迁回广州办学，原址复校，并复名广东工学院。但文化大革命期间校园大量校舍和土地遭受到破坏和占用，校园更被文革期间建成的环市东路分隔成南北两个校园。

### 广东机械学院
广东机械学院起始于1956年建立的广东省机械学校。1968年，由于文化大革命影响，广东省机械学校停办。1978年12月，在原广东省机械学校基础上建立广东机械学院。

### 华南建设学院东院
华南建设学院东院起始于1957年建立的广东省土木工程学校，早年间两度停办，更名。1973年，学校复办为中专，改称广东省建筑工程学校。1985年9月，学校复办为广东省建筑工程专科学校。1991年7月，广东省建筑工程专科学校改为华南建设学院东院。

## 校区

### 大学城校区
广东工业大学大学城校区（地址：广州市番禺区大学城外环西路100号），占地2118.42亩，2004年建成。大学城校区现时为广工校本部，亦是大学城中面积最大的校园，容纳了广东工业大学大多数院系，邻近广州地铁大学城南站、广州美术学院大学城校区和华南理工大学大学城校区。

### 东风路校区
广东工业大学东风路校区（地址：广州市越秀区东风东路729号），占地213亩，是原广东工学院校园，大学城校区建成前的主校区。东风路校区位于广州市中心黄金地段，邻近羊城晚报社和广州地铁区庄站，是广州闹市当中少有的大学校园，周边交通便利，商业发达。东风路校区被环市东路分成南北两部分。校区南面为南苑，主要为教学区和运动场；北面称为北苑，为生活区，有学生宿舍，教工宿舍和饭堂等。校区南北苑由一工字型天桥连接。

### 龙洞校区

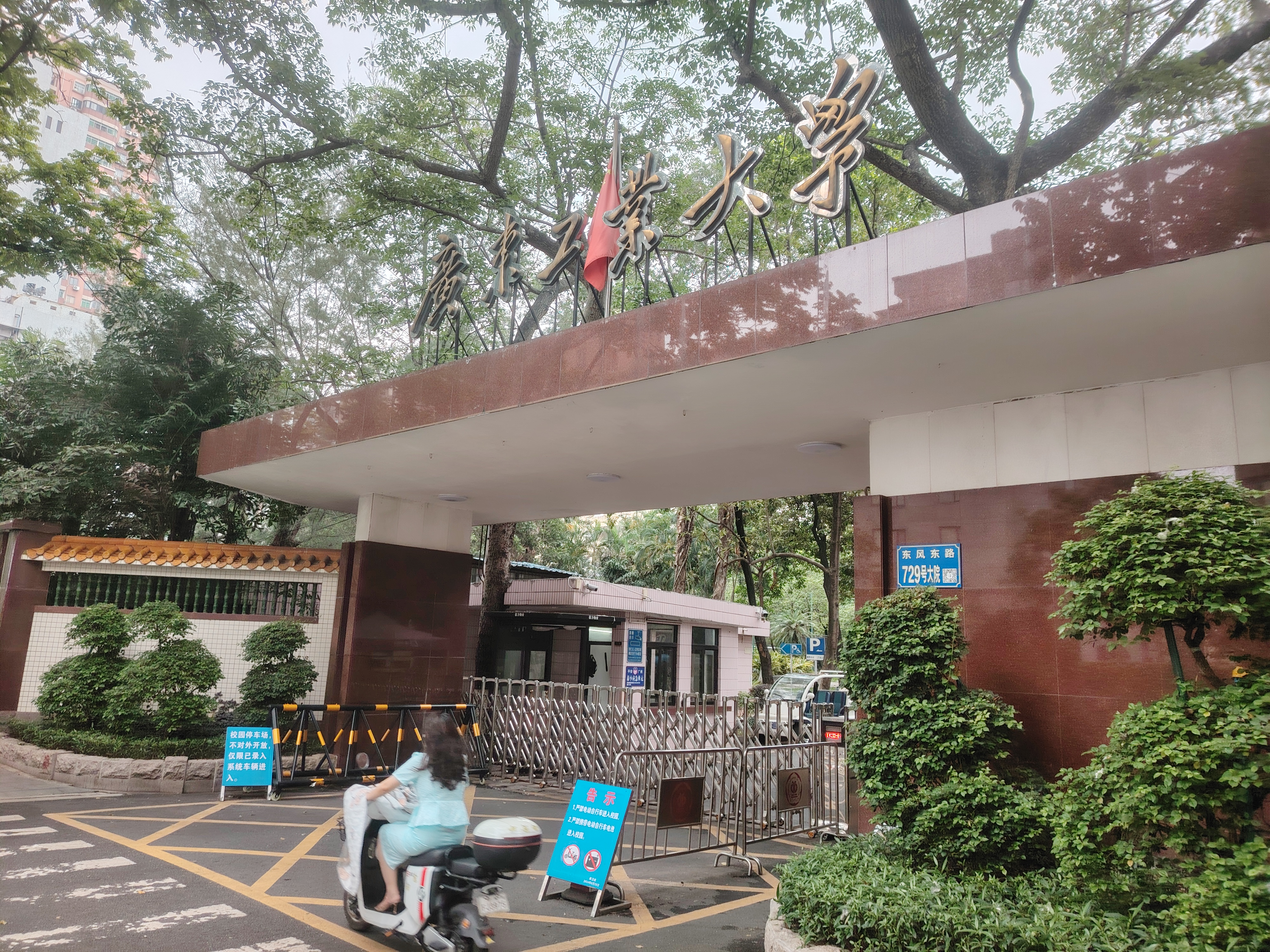
广工大东风路校区南苑大门

广东工业大学龙洞校区（地址：广州市天河区迎龙路161号），占地面积589亩，1999年落成，邻近华南植物园。龙洞校区，最初目的是作为大学本科一年级和二年级学习的校区，目的是为了缓解当时两大主要校区东风路和五山校区的教学资源与用地负担。后因2004年广州大学城落成而取消龙洞校区作为大学本科一年级和二年级学习的功能。

### 番禺校区
广东工业大学番禺校区（地址：广州市番禺区市广路11号），占地面积90.3亩，是原广东工学院番禺隆辉分院，始于1989年。广东工学院番禺隆辉分院由广东工学院与香港隆辉集团联合办学，后改为由广东工学院直接办学而更名为广东工学院番禺学院，1995年6月随广东工学院更名为广东工业大学番禺学院，2004年3月25日广东工业大学番禺学院更名为广东工业大学商学院，2014年番禺校区成立国际教育学院，广东工业大学商学院于2015年停止招生。

### 沙河校区
广东工业大学沙河校区（地址：广州市天河区先烈东路131号），占地面积29亩，原华南建设学院东院校园。1995年广东工业大学成立后，沙河校区一度作为成人教育及开办培训课程的校区，不再承担一般教学任务。2018年，省政府决定将沙河校区移交广东省应急管理厅使用。但由于与沙河校区住户尚未达成共识，沙河校区移交改造目前尚在协调中，未有实质性进展。目前沙河校区主要作为广东工业大学科技园使用。

### 揭阳校区
广东工业大学揭阳校区（地址：揭阳市惠来县大学路1号），占地面积1984亩。原为由广东工业大学对口帮扶建设的广工揭阳理工学院，2021年1月，广东省委、省政府决定将广工揭阳理工学院转为广东工业大学揭阳校区。2021年3月5日，广东工业大学与广东省教育厅和揭阳市政府签署建设广东工业大学揭阳校区工作协议。揭阳校区于2021年9月18日正式落成启用。

### 已撤销校区
- 五山校区：位于广州市天河区五山街道，占地面积203亩，原广东机械学院校园，与华南理工大学五山校区相邻。2006年，五山校区所有师生和教学设备均搬到其他校区，除教工宿舍和其他少数建筑外，五山校区移交广东外语艺术职业学院。

## 学术研究

### 师资
截至2020年3月，广东工业大学2000余位专任教师中，共有正高级职称者410人，副高级职称者688人；博士生导师139人，硕士生导师1213人。其中，全职院士1人，教育部高层次人才11人，教育部高层次青年人才3人，国家杰出青年科学基金获得者13人，优秀青年科学基金获得者7人，珠江学者31人。

### 学科
截至2019年底，广东工业大学有工程学、材料科学、计算机科学、化学和环境科学与生态学5个学科进入ESI学科排名前1%行列。在2017年教育部第四轮学科评估中，广东工业大学控制科学与工程获A-评级，机械工程获B+评级。2019年1月，广东工业大学精密电子制造技术与装备国家重点实验室获批建设运行。

## 院系设置
广东工业大学现有教21个学院、4个公共课教学部（中心）、2个研究院，分布于5个校区。

### 大学城校区
- 机电工程学院
- 自动化学院
- 轻工化工学院
- 信息工程学院
- 土木与交通工程学院
- 计算机学院
- 材料与能源学院
- 环境科学与工程学院
- 外国语学院
- 物理与光电工程学院
- 生物医药学院
- 生态环境与资源学院
- 集成电路学院
- 体育部
- 实验教学部
- 通识教育中心暨文化素质教育中心

### 东风路校区
- 艺术与设计学院
- 建筑与城市规划学院
- 继续教育学院

### 龙洞校区
- 管理学院
- 数学与统计学院
- 法学院
- 马克思主义学院
- 经济学院

### 番禺校区
- 国际教育学院

### 沙河校区
- 科技园

### 揭阳校区
- 先进制造学院

## 校园文化

### 篮球强校
广东工业大学体育实力强劲，尤以篮球强校著称。广工在2007年至2011年的四个赛季中三次问鼎CUBS，被誉为CUBS史上最成功学校。2015-2016赛季，CUBS与CUBA合并，广工转为参加CUBA。在2016年第十八届中国大学生篮球联赛中则斩获东南赛区冠军，夺得东南王殊荣，并在全国16强赛中获得第八名的成绩。 2023年6月18日，广工男子篮球队在第二十五届中国大学生篮球联赛总决赛中战胜清华大学男子篮球队，夺得全国总决赛冠军。
广工培养过不少职业球员，广东宏远篮球俱乐部不少球员毕业自广工，如杜锋、朱芳雨、易建联、周鹏。

### 南国飘香
南国飘香（bbs.gdut.edu.cn）是广工官方论坛，始建于1997年，内设校园生活、新生专版、师生互动、乡情校谊、网友日记、不吐不快等板块，提供了校园电视、工大FTP及魔兽对战、反恐精英对战平台等校园服务，曾是广工人气最好的校内信息交流平台。但2016年10月，南国飘香开始无限期维护，至今无法访问。

## 校友
广工校友是指在广东工业大学及其前身学习或者工作过的人员，以及被学校授予各种荣誉学位和荣誉职衔的中外各界人士。学校校庆日暨校友返校日为每年11月第二个星期六。
历任校长
- 曾志：湖南宜章人，革命元老，1958年任广州工学院首任院长兼党委书记。
- 麦蕴瑜：广东中山人，水利专家，1962至1970年任广东工学院院长。
- 孙再昭：山东胶东人，革命军人，1978年任广东矿冶学院院长兼党委书记。
- 罗德明：广东兴宁人，物理学教授，1983至1986年任广东工学院院长。
- 梁石：1986至1992年任广东工学院院长。
- 黎樵燊：广东番禺人，金属材料专家，1992至1995年任广东工学院院长。
- 钟韶：广东潮安人，物理学教授，1995年5月至2001年5月任广东工业大学校长。
- 张湘伟：湖南衡阳人，机械工程专家，2001年5月至2010年10月任广东工业大学校长。
- 陈新：湖南澧县人，机械工程专家，2010年10月至2019年12月任广东工业大学校长。
- 邱学青：广东汕尾人，化工专家，2019年12月至今任广东工业大学校长。

教工
- 容柏生：中国工程院院士，建筑结构工程师，1958至1972年任职于广东省建筑工程专科学校，曾任讲师、科主任。
- 计亮年：中国科学院院士，化学家，1972至1975年任广东矿冶学院讲师。

学生
- 林树森：官员，1965年至1970年就读于广东工学院工业与民用建筑工程专业。
- 邱冠周：中国工程院院士，1972年至1976年就读于广东矿冶学院选矿工程专业。
- 李艾：模特，主持人，2007年工商管理专业毕业。
- 杜锋 ：篮球运动员、教练，工商管理专业毕业。
- 朱芳雨：篮球运动员，2007年工商管理专业毕业。
- 易建联：篮球运动员，2007年工商管理专业毕业。
- 周鹏：篮球运动员，工商管理专业毕业。
- 邹镇豪：前英國伦敦大学学院博士生，迷奸案主犯，被判终身监禁。